# José Rivera Ramírez
José Rivera Ramírez (né le 17 décembre 1925 à Tolède et mort le 13 mars 1991 dans la même ville), était un prêtre catholique espagnol du diocèse de Tolède, connu pour son activité en faveur des plus nécessiteux, pour sa participation dans la formation sacerdotale de son époque et comme maître de vie spirituel. 
Il est reconnu vénérable par l'Église catholique.

## Biographie

### Jeunesse

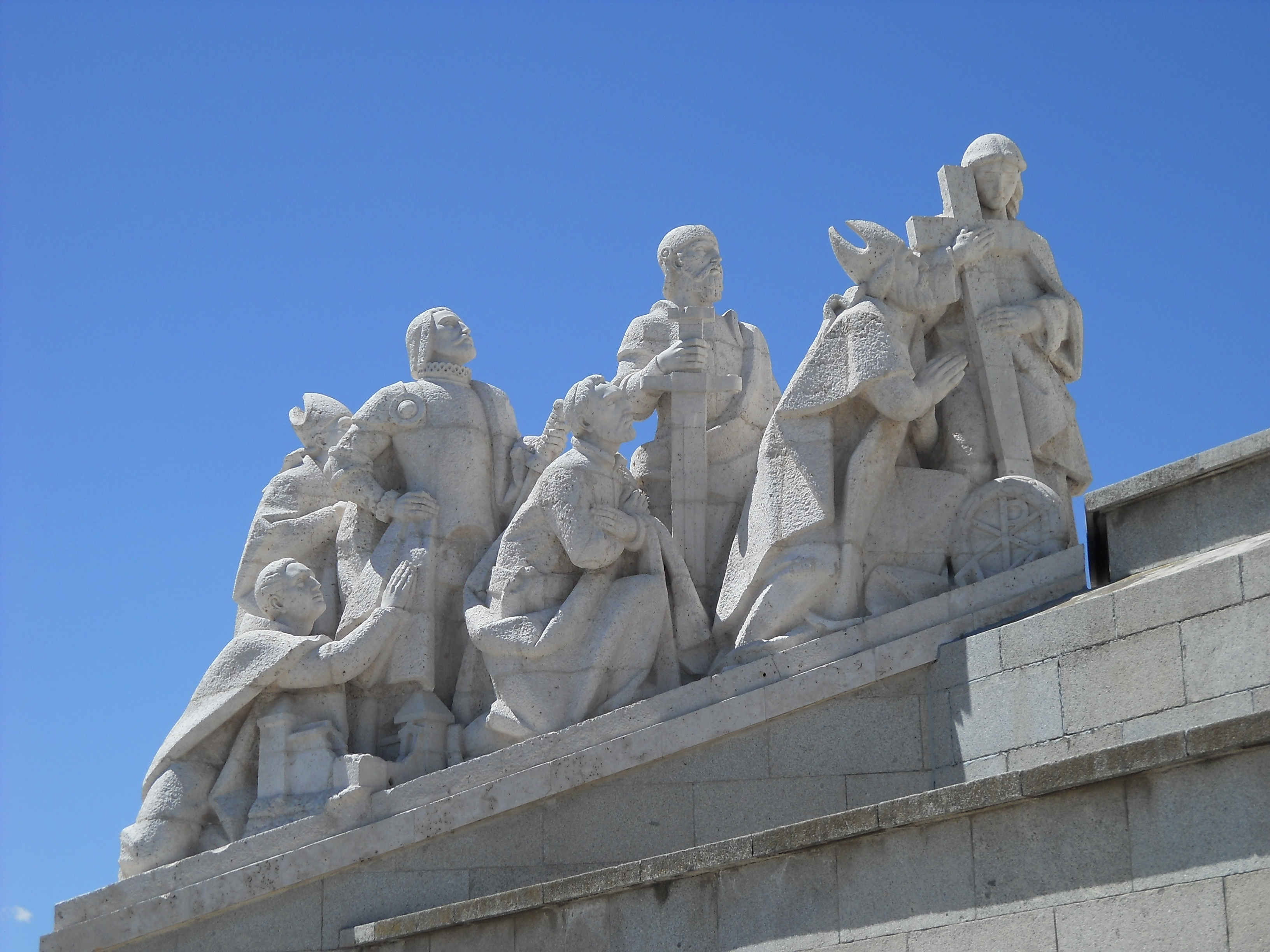
Statues représentant "l'Espagne défendant la foi". Une des statues représentent Antonio Rivera Ramirez.

José Rivera Ramírez naît à Tolède dans une famille modeste et profondément religieuse ; il est le dernier de quatre enfants. Elevé dans les préceptes de la foi catholique, c'est surtout par le témoignage de son grand frère, le fils aîné Antonio, qu'il accentua la ferveur de sa vie spirituelle. En effet, celui-ci était religieux de l'Ordre de Saint-Jean de Dieu. Surnommé "l'Ange de l'Alcazar", il sera exécuté lors de la guerre d'Espagne, à cause de son ministère. La cause pour la reconnaissance de son martyre est en cours à Rome.

### Formateur et maître de vie spirituelle
Encore très jeune, José Rivera intègre le séminaire de Comillas, dans la province de Santander. Il y fera ses humanités et ses études en philosophie, avant d'aller étudier la théologie à Salamanque. Il est ordonné prêtre le 4 avril 1953 à Tolède. Il est directement nommé curé de Santo Tomé, sa paroisse natale, où il se dévoue en particulier aux plus nécessiteux et au ministère de la confession.
Inspiré par l'apostolat de saint Jean d'Avila, il devient, à l'âge de 31 ans, formateur puis directeur spirituel du séminaire de Tolède. L'actuel recteur du séminaire commente son apostolat : "L'ambiance spirituel du séminaire changea radicalement avec sa présence." Ses qualités humaines et spirituelles l'amèneront à enseigner dans différents séminaires, à Palencia, Santander et Salamanque. 
Maître de vie spirituel reconnu, José Rivera Ramirez menait une intense vie de prière, d'austérités et d'études. Directeur spirituel recherché, il accompagnait tous ceux qui venait chercher son aide spirituelle, ne prêtant aucune attention à leurs origines sociales. Il guida aussi des retraites, des exercices spirituels dans toute l'Espagne et sera l'auteur de nombreuses œuvres, dont la principale s'intitule Espiritualidad Católica, publiée en 1982.

### Le "Père des pauvres"
En parallèle, José Rivera il s'engage en faveur des nécessiteux, des malades et en particulier de la population gitane. Il monte des œuvres caritatives et exerce son ministère auprès d'eux avec un grand dévouement. On le surnomma volontiers le Père des pauvres. A Noël 1988, c'est par un acte d'offrande qu'il s'offre en victime, pour "participer à l'œuvre de la Rédemption. Il mourut moins de trois ans plus tard, à l'âge de 66 ans, entouré d'une très grande réputation de sainteté, dont il jouissait depuis son vivant. 

## Béatification
D'abord enterré à la Faculté de médecine de Madrid, les restes mortels de José Rivera Ramirez sont exhumés en 1994 et inhumés dans la chapelle du séminaire Santa Leocadia de Tolède, pour permette une plus grande vénération de la part des fidèles. En effet, ce transfère avait fait l'objet de nombreuses demandes auprès de l'archevêché de Tolède.
La cause pour sa béatification et canonisation est introduite le 21 novembre 1998 dans le diocèse de Tolède. L'enquête diocésaine est clôturée en 2004 et transférée à Rome pour y être étudiée par la Congrégation pour les causes des saints.
Le 30 septembre 2015, le pape François reconnaît l'héroïcité de ses vertus et le déclare vénérable.
Si un miracle est reconnu comme authentique par le Saint-Siège, José Rivera pourra être déclaré bienheureux, dernière étape avant la canonisation.

## Sources
- http://jose-rivera.org/